# Wieczysta adoracja
Adoracja wieczysta – nieprzerwana adoracja wystawionego Najświętszego Sakramentu oddawana przez osoby lub wspólnoty religijne w obrębie diecezji.
Zwyczaj adoracji Najświętszego Sakramentu pojawił się w Katedrze Mediolańskiej na początku XVI wieku. Wraz z upływem czasu objął swoim zasięgiem całe miasto Mediolan. Stamtąd adoracja wieczysta została przeniesiona do Rzymu przez Filipa Nereusza w 1548. Została oficjalnie wprowadzona do kościołów rzymskich przez papieża Klemensa VIII. Z upływem czasu w kościołach pojawiły się adoracje, które trwały przez cały rok (adoracje wieczyste). Zwyczaj z Rzymu przeniósł się też do Europy - w Polsce wzmianki o pierwszych wieczystych adoracjach datuje się na okres XVIII wieku. Prócz organizowanej w ramach diecezji wieczystej adoracji, istnieje wieczysta adoracja, która odbywa się również w wybranych kaplicach w trybie ciągłym.